# Повзик канадський
Повзик канадський, або червоногрудий (Sitta canadensis) — невеликий співочий птах родини повзикових. Є постійним мешканцем хвойних лісів Канади, Аляски, а також північно-східних і західних територій Сполучених Штатів. У пошуках їжі часом може мандрувати аж до північної Мексики.
Дорослі птахи мають сіро-сині верхні та рудуваті нижні частини тіла; голова біла, із чорною смужкою, ще перетинає очі, біле горло, прямий сірий дзьоб і чорну шапочку. Цей птах менший за розміром, ніж близький систематично повзик білогрудий.

## Живлення
Харчується, спускаючись по стовбурах дерев, вишукуючи у шпаринах кори личинки та дорослих безхребетних; взимку живиться ялиновим та сосновим насінням; часто відвідує годівнички

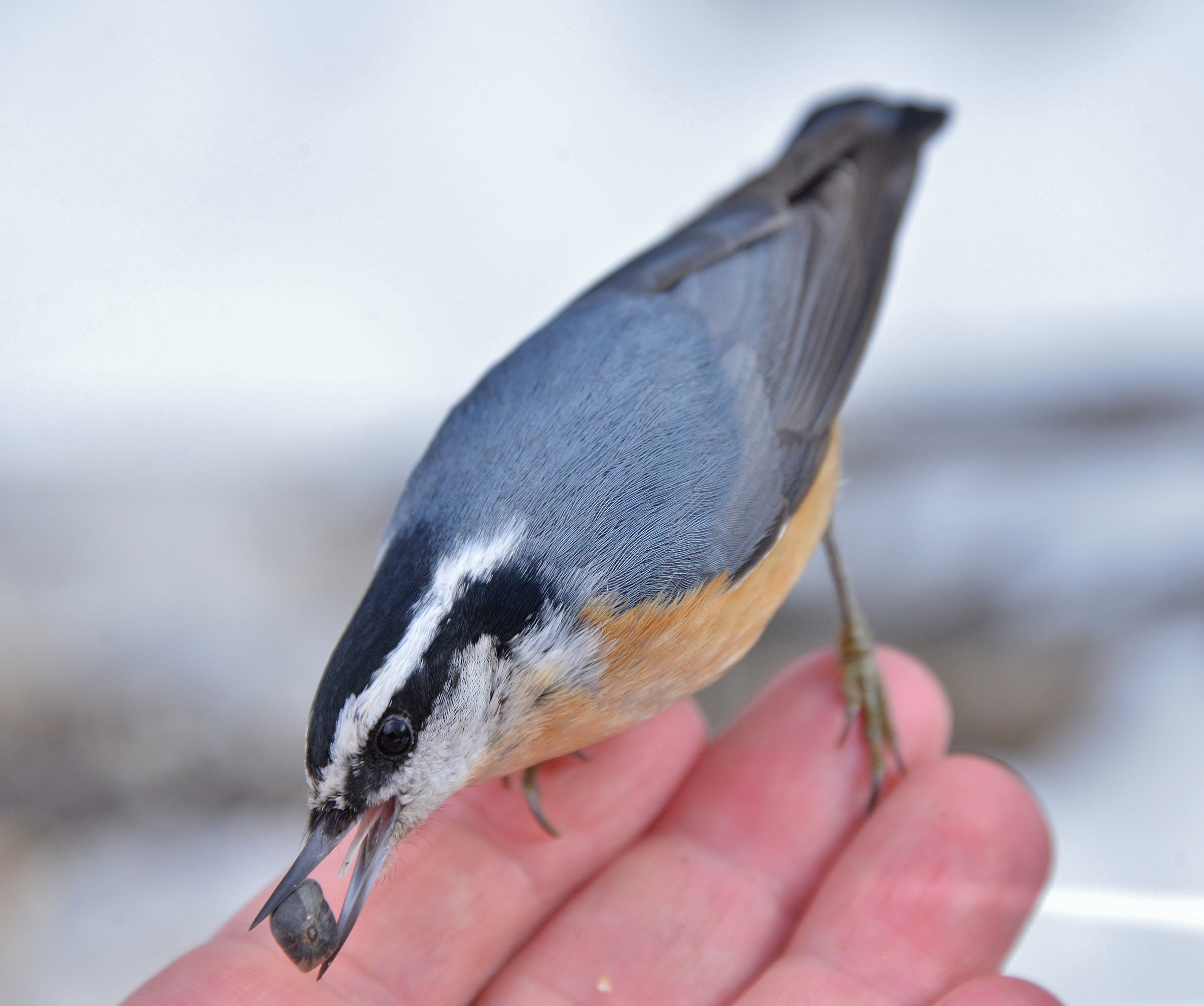
Повзик їсть з руки